# Liste de séismes en 2019

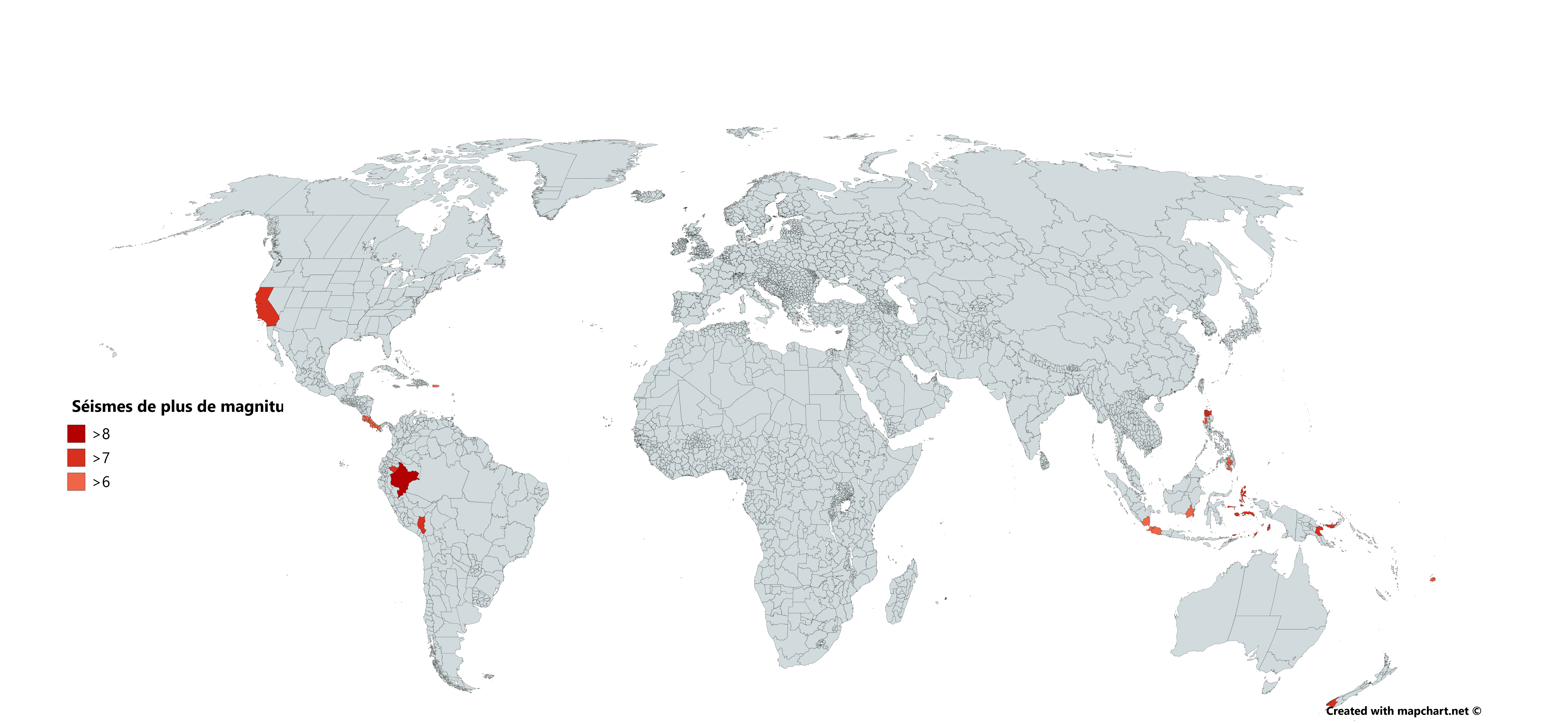
Séismes de plus de magnitude 6 en 2019

Ceci est une liste non-exhaustive de séismes en 2019. Seuls les séismes de magnitude 6 ou plus sont inclus, à moins qu'ils n'entraînent des dommages et/ou pertes, ou soient remarquables pour une autre raison. Toutes les dates sont indiquées en temps universel UTC. Les intensités maximales sont indiquées sur l'échelle de Mercalli. Dans une année assez active avec peu de séismes majeurs, l'Indonésie et les philippines ont été durement frappées, on analyse actuellement une forte activité au niveau des plaques; Nazca, Scotia, Indo-Australienne. Plus de 71 personnes ont trouvé la mort actuellement.

## Par rapport aux autres années
| Magnitude | 2007  | 2008  | 2009  | 2010  | 2011  | 2012  | 2013  | 2014  | 2015  | 2016  | 2017  | 2018 | 2019  |
| --------- | ----- | ----- | ----- | ----- | ----- | ----- | ----- | ----- | ----- | ----- | ----- | ---- | ----- |
| ≥ 8.0     | 4     | 0     | 1     | 1     | 1     | 2     | 2     | 1     | 1     | 0     | 1     | 1    | 1     |
| 7.0–7.9   | 14    | 12    | 16    | 21    | 19    | 15    | 17    | 11    | 18    | 16    | 6     | 16   | 10    |
| 6.0–6.9   | 178   | 168   | 144   | 151   | 204   | 129   | 125   | 140   | 124   | 128   | 106   | 117  | +-100 |
| 5.0–5.9   | 2 074 | 1 768 | 1 896 | 1 963 | 2 271 | 1 412 | 1 402 | 1 475 | 1 413 | 1 497 | 1 451 | 1668 | ?     |
| Total     | 2 270 | 1 948 | 2 057 | 2 136 | 2 495 | 1 558 | 1 543 | 1 627 | 1 556 | 1 641 | 1 564 | 1802 | ?     |

Une augmentation du nombre de séismes recensés ne représente pas nécessairement une augmentation de leur nombre réel. L'augmentation de la population reportant ces phénomènes, comme les avancées en matière de détection sismique, contribuent à la hausse du nombre de séismes détectés au fil du temps.

## Principaux séismes
| Date         | Lieu | Magnitude | Morts       | Blessés |
| ------------ | --- | --------- | ----------- | ------- |
| 22 février   | Pastaza, Équateur                                                                                         | 7,5       | ?           | ?       |
| 1er mars     | Puno, Pérou                                                                                               | 7,0       | ?           | ?       |
| 6 mai        | Morobe, Papouasie-Nouvelle-Guinée                                                                         | 7,1       | 0           | ?       |
| 14 mai       | Nouvelle-Bretagne, Papouasie-Nouvelle-Guinée                                                              | 7,6       | ?           | ?       |
| 26 mai       | Loreto, Pérou                                                                                             | 8,0       | 1           | 26      |
| 15 juin      | Îes Kermadec, Nouvelle-Zélande                                                                            | 7,4       | 0           | 0       |
| 24 juin      | Mer de Banda (à l'est de l'Indonésie à une profondeur de 208 kilomètres en mer au sud de l' île d'Ambon.) | 7,3       | 0           | ?       |
| 25 juin      | Panama et Costa Rica                                                                                      | 6,2       | 0           | env 10  |
| 6 juillet    | Ridgecreast, Californie, États-Unis                                                                       | 7,1       | 0           | env 100 |
| 14 juillet   | Île de Halmahera, Moluques, Indonésie                                                                     | 7,3       | 5           | env 100 |
| 27 juillet   | Nord Philippines                                                                                          | 7,0       | 8           | 60      |
| 2 août       | Java et Sumatra, Indonésie                                                                                | 6,9       | 4           | 1000    |
| 24 septembre | Porto Rico                                                                                                | 6,0       | 0           | 0       |
| 26 septembre | Est-Sud-Est Moluques, Indonésie                                                                           | 6,5       | au moins 30 | 156     |
| 29 septembre | Davao Occidental, Philippines                                                                             | 6,4       | 0           | 0       |
| 30 septembre | Sud Philippines                                                                                           | 6,6       | 23          | 52      |
| 19 octobre   | Centre Indonésie                                                                                          | 6,1       | 0           | 0       |
| 5 novembre   | Archipel des Tonga, 134 km à l'Ouest de Neiafu.                                                           | 6,6       | 0           | ?       |
| 5 novembre   | Îles Sandwich du Sud                                                                                      | 6,3       | 0           | 0       |
| 7 novembre   | Tamayong, Philippines                                                                                     | 6,8       | 0           | 0       |
| 8 novembre   | Suva, Fidji                                                                                               | 6,0       | 0           | 0       |
| 12 novembre  | Îles Sandwich du Sud                                                                                      | 6,3       | 0           | 0       |
| 14 novembre  | Moluques, Indonésie                                                                                       | 7,1       | 0           | 2       |
| 26 novembre  | Durrës, Albanie                                                                                           | 6,4       | 50          | 650     |

## Par mois

### Janvier
| Date | Magnitude | Localisation                        | Morts | Blessés | Commentaire |
| ---- | --------- | ----------------------------------- | ----- | ------- | ----------- |
| 5    | 6,8       | Tarauaca, Brésil                    | ?     | ?       |             |
| 6    | 6,6       | Tobelo, Indonésie                   | ?     | ?       |             |
| 8    | 6,3       | Nishinoomote, Japon                 | ?     | ?       |             |
| 15   | 6,6       | Sola, Vanuatu                       | ?     | ?       |             |
| 17   | 6,2       | Lorengau, Papouasie-Nouvelle-Guinée | ?     | ?       |             |
| 18   | 6,0       | Isangel, Vanuatu                    | ?     | ?       |             |
| 20   | 6,7       | Coquimbo, Chili                     | ?     | ?       |             |
| 22   | 6,0       | Bogorawatu, Indonésie               | ?     | ?       |             |
| 22   | 6,3       | Khale, Indonésie                    | ?     | ?       |             |
| 22   | 6,7       | Île de prince Edward                | ?     | ?       |             |
| 26   | 6,2       | Chirovanga, Îles Salomon            | ?     | ?       |             |
| 26   | 6,2       | Île de Ndoi, Fidjis                 | ?     | ?       |             |

### Février
| Date | Magnitude | Localisation                         | Morts | Blessés | Commentaire                        |
| ---- | --------- | ------------------------------------ | ----- | ------- | ---------------------------------- |
| 1    | 6,7       | Puerto Madero, Mexique               | ?     | ?       |                                    |
| 2    | 6,0       | Sungaipenuh, Indonéie                | ?     | ?       |                                    |
| 12   | 6,0       | Agrihan, Îles Mariannes du Nord      | ?     | ?       |                                    |
| 14   | 6,2       | Ride Nord Centre-Atlantique          | ?     | ?       |                                    |
| 17   | 6,4       | Namatanai, Papouasie-Nouvelle-Guinée | ?     | ?       |                                    |
| 22   | 7,5       | Palora, Équateur                     | ?     | ?       | 3e plus puissant séisme de l'année |

### Juillet
- 4 et 5 juillet : Séismes de 2019 à Ridgecrest (Californie).

### Novembre
Magnitude 5.4 Drôme le 11 novembre

## Articles Connexes
- Liste des séismes en 2018
- Liste des séismes en 2017
- Liste des séismes les plus meurtriers des années 2010